# スネ・ベリストローム
スネ・カール・ベリストローム（Sune Karl Bergström、1916年1月10日 - 2004年8月15日）は、スウェーデンの生化学者。

## 来歴
ストックホルム生まれ。カロリンスカ研究所で医学と化学を学び、脂質とステロイドに関する研究を始め、1943年にPh.D.を取得。ロンドン大学やコロンビア大学の研究員（リサーチフェロー）を経て、1947年にルンド大学の生化学の教授に就任し、1957年にカロリンスカ研究所の生化学の教授となった。1965年にスウェーデン王立科学アカデミーのメンバーとなり、1983年に会長となった。また1975年から1987年まで、ノーベル財団の理事長を務めた。
婚外子に生物学者で同じノーベル生理学・医学賞を受賞したスバンテ・ペーボがいる。

## 受賞歴
- 1972年 - ガードナー国際賞
- 1975年 - コロンビア大学よりルイザ・グロス・ホロウィッツ賞（重要な生理活性物質の一群であるプロスタグランジンの発見およびその研究により、ベンクト・サミュエルソンと共に）
- 1977年 - アルバート・ラスカー基礎医学研究賞（ベンクト・サミュエルソン及びジョン・ベーンと共に）
- 1980年 - ウェルチ化学賞
- 1982年 - ノーベル生理学・医学賞
- 1988年 - ベンジャミン・フランクリン・メダル